# مسجدلو (خداآفرین)
مسجدلو یکی از روستاهای استان آذربایجان شرقی است که در دهستان منجوان غربی بخش منجوان شهرستان خداآفرین واقع شده‌است. . در آستانه انقلاب سفید، که نقشی عمده در فروپاشی نهایی ساختار ایلی ایران داشت، تیره ای از ایل محمد خانلو، شامل ۱۲۰ خانوار، از روستاهای ستن و مسجدلو به عنوان قشلاق استفاده می‌کردند. در سال ۱۳۸۵ به ۴۵ نفر در ۱۴ خانواده و در سال ۱۳۹۰ به ۲۴ نفر در ۹ خانوار کاهش یافته‌است.
سابقاً این روستا ۱۵۰ نفر جمعیت داشت